# فرودگاه کوکو انگارانا
فرودگاه کوکو انگارانا  (به انگلیسی: Koukou Angarana Airport) یک فرودگاه همگانی است . این فرودگاه در کشور چاد قرار دارد .